# 토이즈 마치

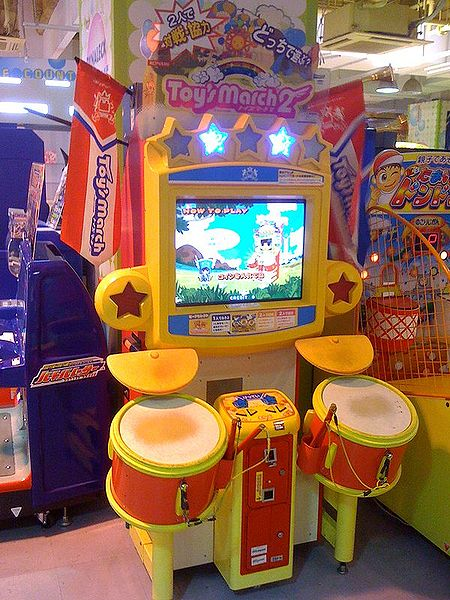
Toy's March 2 본체

《토이즈 마치》(일본어: トイズマーチ)는 코나미가 제작, 발매한 비마니 시리즈의 리듬 게임 아케이드 게임이다.